# 安東尋季
安東 尋季（あんどう ひろすえ）は、戦国時代の武将。下国（檜山）安東氏6代当主。居城は出羽国檜山城。

## 略歴
安東忠季の子として誕生。一説には安藤重季の三男で忠季の養子となったともされる。永正8年7月26日（1511年8月19日）に、忠季の死去を受けて家督を継ぐ。
永正9年（1512年）蝦夷地東部の村長であったショヤ（庶野）、コウジ（訇時）兄弟率いるアイヌ民族が蜂起し、数カ所の館を襲撃するという事件が起きる（ショヤコウジ兄弟の戦い）。上国守護職であった蠣崎光広・義広父子が撃退するも、翌永正10年（1513年）には再度攻撃を始め、松前大館が陥落し、松前守護職の相原季胤らが討ち取られた。空城となった大館には、翌永正11年（1514年）光広が入城し、尋季に対し上国に加え松前守護職への補任を求めてきた。尋季はこの申請を2度断ったものの再三に及ぶ要請を受け、これを追認したほか、蠣崎氏に蝦夷地を訪れる和人の商船から運上を徴収することを認め、その過半を檜山に送らせた。なお、このアイヌ蜂起を光広による謀略とする説がある。
天文2年（1533年）、尋季が山王大権現の勧請の許可をする。天文15年（1546年）津軽深浦森山館で謀叛を起こした森山季定を蠣崎季広と共に攻め鎮圧した。
天文16年2月8日（1547年2月27日）死去。家督は子・舜季が継いだ。尋季の治世中に舜季と湊安東定季の娘との婚姻が結ばれ、湊安東家と和睦が図られた。